# Ben Burtt
Benjamin Burtt Jr., más conocido como Ben Burtt (Jamesville, Nueva York, Estados Unidos, 12 de julio de 1948), es un actor, director, guionista, productor y editor de montaje. Es reconocido generalmente por su participación en las películas WALL·E, Viaje a las estrellas, Star Wars: Episode I - The Phantom Menace, y otras secuelas de Star Wars. Generalmente su participación es en películas de ciencia ficción referentes a aventuras espaciales y batallas galácticas.

## Primeros años
Burt se graduó en 1975 por la Universidad del Sur de California la Escuela de Artes Cinematográficas con una Maestría en Bellas Artes en la producción cinematográfica en donde demostró un gran desempeño que le permitió participar en la cinematografía.

### Carrera
Al iniciar su carrera como cineasta participó como miembro del departamento de sonido en Star Wars, donde obtuvo una buena reseña, y desde entonces ha participado en numerosas películas que por lo general son de ciencia ficción.
Empezó a ser conocido por sus participaciones en las secuelas de Star Wars como actor y también como escritor. En particular se destaca por su creación del ewokés, inspirado en el idioma calmuco.
Luego obtuvo un papel como actor de voz en la exitosa película del 2008 WALL·E en donde protagonizó al personaje principal del dicho nombre.
Su última participación fue en Star Trek, donde dirigió el departamento de sonido.

## Premios y distinciones
Premios Óscar
| Año  | Categoría               | Película                                    | Resultado |
| ---- | ----------------------- | ------------------------------------------- | --------- |
| 1982 | Mejores efectos sonoros | Raiders of the Lost Ark                     | Ganador   |
| 1983 | Mejores efectos sonoros | E.T., el extraterrestre                     | Ganador   |
| 1984 | Mejor sonido            | Star Wars: Episode VI - Return of the Jedi  | Nominado  |
| 1984 | Mejor edición de sonido | Star Wars: Episode VI - Return of the Jedi  | Nominado  |
| 1989 | Mejor edición de sonido | Willow                                      | Nominado  |
| 1990 | Mejor edición de sonido | Indiana Jones y la última cruzada           | Nominado  |
| 1997 | Mejor documental corto  | Special Effects: Anything Can Happen        | Nominado  |
| 2000 | Mejor edición de sonido | Star Wars: Episodio I - La amenaza fantasma | Nominado  |
| 2009 | Mejor edición de sonido | WALL·E                                      | Nominado  |
| 2009 | Mejor sonido            | WALL·E                                      | Nominado  |